# Louis François Mennessier
Pour les articles homonymes, voir Mennessier.
Louis François Dominique Mennessier est un homme politique français né le 17 mai 1765 à Metz (Trois-Évêchés) et décédé le 1er avril 1831 à Metz.

## Biographie
Louis François Mennessier est le fils de Louis Joseph Mennessier, directeur général des vingtièmes de la généralité de Metz et receveur général des droits réunis de la même province, et de Marie Thérèse Cattand
Directeur des vingtièmes le 1er novembre 1790, inspecteur général des rôles l'année suivante, inspecteur général des vivres à l'armée de Moselle en 1793, directeur des étapes et convois militaires en décembre de cette année-là, puis agent en chef des vivres dans le département de la Meurthe en août 1797, directeur des contributions directes dans ce même département en novembre 1799, il devait, enfin, exercer les mêmes fonctions dans le département de la Moselle à partir d'avril 1803.
Il est député de la Moselle de 1815 à 1816, siégeant dans la majorité de la Chambre introuvable.

## Sources
- Ressources relatives à la vie publique :   - base Léonore
  - Base Sycomore
- « Louis François Mennessier », dans Adolphe Robert et Gaston Cougny, Dictionnaire des parlementaires français, Edgar Bourloton, 1889-1891 [détail de l’édition]